# غواش
غواش هو قضاء في محافظة وان، تركيا. ويقع على الشاطئ الجنوبي لبحيرة وان. قبل الحرب العالمية الأولى كان تعيش في القضاء أغلبية مسلمة إلى جانب أقلية أرمنية مسيحية كبيرة.